# 苏俄战列巡洋舰列表
苏俄战列巡洋舰列表收录有俄罗斯帝国海军、苏联海军以及俄罗斯海军旗下计划或者建造并服役的所有战列巡洋舰。这其中包括4个舰级总计14艘舰只，但仅有4艘最终建造完成并交付使用。其余舰只均在开工后不久就被取消建造并最终拆解。而仅有建成的4艘在苏联解体后由俄罗斯联邦军中的海军继承使用，截止至2019年仅有一艘活跃于现役，另有一艘在持续整修中。

## 概述
| 建造者   | 舰只的建造者名称                                     |
| 主炮     | 主炮数量和类型                                       |
| 装甲     | 水线装甲带厚度                                       |
| 排水量   | 作战时舰只满载排水量                                 |
| 推进系统 | 传动轴的数量，推进系统的类型、可提供的最高航速和功率 |
| 服役     | 舰只开建和结束建造的日期以及其最终结局               |
| 龙骨敷设 | 开始安放龙骨的日期                                   |
| 下水日期 | 舰只下水的日期                                       |
| 交付日期 | 舰只交付使用的日期                                   |
| 结局     | 舰只最终结局（例如沉没、拆解）                       |

1905年日俄战争结束后，俄罗斯海军总参谋部决定组建一支快速“装甲巡洋舰”（俄语：Броненосный крейсер）分舰队，其可以利用她们的高速机动能力抢占有利阵形，打击敌方战列线的先头舰只，类似对马海峡海战期间大日本帝国海军东乡平八郎海军大将对俄国舰队所采取的战略。这一理念与英国皇家海军以及德意志帝国公海舰队所设想对战列巡洋舰的主要定位大相径庭。后者主要将战列巡洋舰用于执行包括为主力舰队侦察情况和攻击敌方侦察部队的任务。而英国皇家海军也出于类似的战术策略，研制出伊莉莎白女王级高速战列舰，这种战列舰可以迫使敌方的舰队进行正面交锋，并且有足够的防护能力来抵御任何类型舰只的攻击。然而，接连而至的第一次世界大战和俄国内战，打断博罗季诺级舰只的建造工程，未建成船体都被迫拆解。
20年后，苏联海军发布一项新的造舰需求，其要求建造一种能够对抗敌方巡洋舰的舰只。但其设计经过发展，修改成要可以与德国的袖珍战列舰相抗衡。之后再经过修改，以便与沙恩霍斯特级战列舰在战力上旗鼓相当。两艘相关设计的舰只在1939年安放龙骨。然而由于她们的新型舰炮的研发进度远远落后于舰体的建造进度和1940年从德国订购6座381（15英寸）口径双联装炮塔。即便如此，1941年6月巴巴罗萨行动开始时，苏方甚至还没有收到炮塔和舰炮的施工图纸以便进行进一步的建造工程。两艘舰只的舰体在1947年被下令拆解。
苏联海军在第二次世界大战期间恢复对“巡洋舰杀手”的需求。但由于相关单位在对具体武器装备、航速和排水量的问题进行大量的争论，设计周期十分漫长。约瑟夫·斯大林是这些舰只建造计划的重要支持者，他甚至越过海军的需求，亲自做出许多重要决定。因此，在他于1953年去世后，三舰的建造计划很快就被取消。完成度最高的首舰舰体被用作靶舰，另外两艘在船台就地拆解。
在1970年代，苏联海军开始一个新的造舰项目，旨在建造一种能同时容纳防空、反舰和反潜导弹的核电推进舰只。这种类型的舰只被苏联归类为“重型核动力导弹巡洋舰”，最终成为第二次世界大战结束后建造的最大非航空母舰水面舰只，其在西方则被称为战列巡洋舰。

## 博罗季诺级

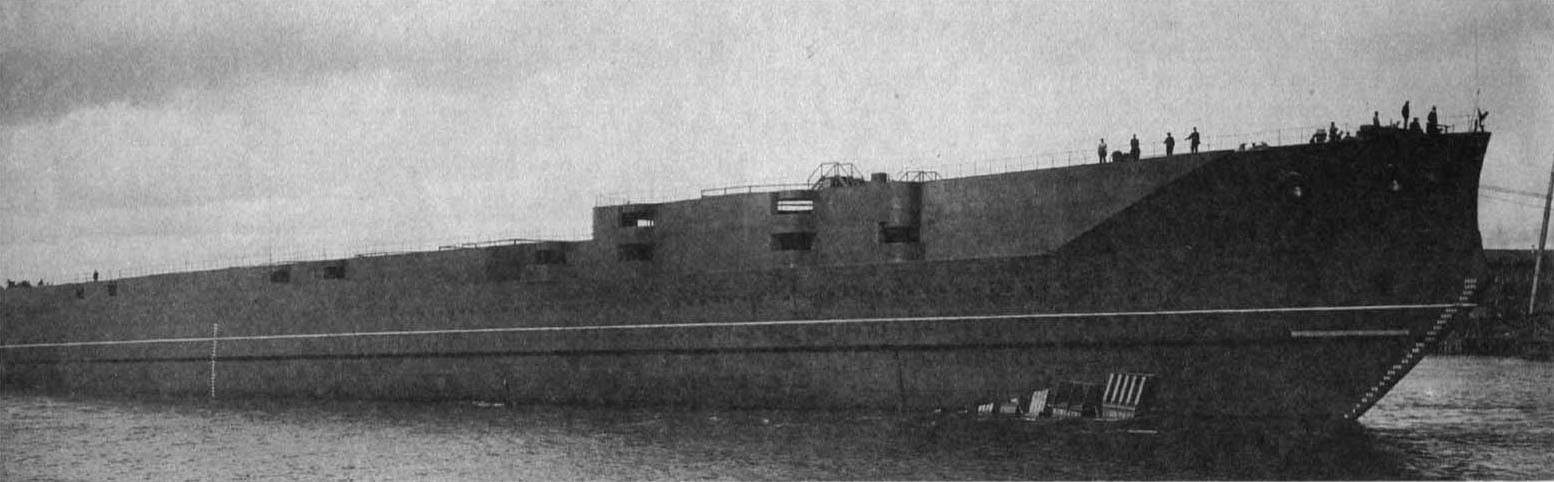
下水后的博罗季诺号

1912年12月，为了服役于俄罗斯帝国海军波羅的海艦隊，4艘博罗季诺级战列巡洋舰（也称为伊兹梅尔级），全部被安排在圣彼得堡开工建造。由于当时俄国内许多工厂的订单已经超载，一些零部件不得不从国外订购，因此造舰工程被迫推迟。第一次世界大战开始后，由于外国订单多数不能交货，而国内生产力又被转移到对战争更有用的东西上，这些舰只的建造进度进一步放缓。本级舰只于1915年至1916年间陆续下水，但1917年俄国革命的爆发再一次中断建造工程，从此再也没有复工。苏联海军后来曾考虑完成这些舰只的建造工程，最先被考虑的是续建博罗季诺号和伊兹梅尔号，以期以原始设计完成其中一艘或两艘。由于缺乏12英寸（305）口径舰炮，再加上初期设计电气系统的复杂性，这个想法最终被放弃。随后，计划改为完成金布恩号和纳瓦林号，並装上16英寸（406）口径主炮的改进设计，但当时无论从海外购买或在国内制造舰炮都十分困难，这一计划再次流产。后续的想法包括将一些船体改造成货运或客运船只，而这一计划再次失败。1925年，苏联海军提出一个很认真的建议，就是将最接近完工的伊兹梅尔号改装成航空母舰，但是由于苏联红军内部派系的政治操纵，这个计划后来被迫取消。最终，4艘舰只都被拆解，博罗季诺号、金布恩号和纳瓦林号于1923年卖给一家德国公司，而伊兹梅尔号则于1931年在列宁格勒被拆解。
| 舰名                  | 建造者                     | 主炮                  | 装甲             | 排水量                   | 推进系统                                                                                  | 服役           | 服役           | 服役     | 服役                  |
| 舰名                  | 建造者                     | 主炮                  | 装甲             | 排水量                   | 推进系统                                                                                  | 龙骨敷设       | 下水日期       | 交付日期 | 结局                  |
| --------------------- | -------------------------- | --------------------- | ---------------- | ------------------------ | ----------------------------------------------------------------------------------------- | -------------- | -------------- | -------- | --------------------- |
| 博罗季诺号 （俄语：Бородино (линейный крейсер)） | 俄羅斯圣彼得堡海军部造船厂 | 12门356（14英寸）舰炮 | 237.5（9.4英寸） | 36,646長噸（37,234公噸） | 4具螺旋桨，2个高压脉冲反应汽轮机，2个低压反应汽轮机，26.5節（49.1每小時；30.5英里每小時） | 1912年12月19日 | 1915年7月31日  | ー       | 1923年8月21日出售拆解 |
| 伊兹梅尔号 （俄语：Измаил (линейный крейсер)） | 俄羅斯圣彼得堡海军部造船厂 | 12门356（14英寸）舰炮 | 237.5（9.4英寸） | 36,646長噸（37,234公噸） | 4具螺旋桨，2个高压脉冲反应汽轮机，2个低压反应汽轮机，26.5節（49.1每小時；30.5英里每小時） | 1912年12月19日 | 1915年6月22日  | ー       | 1931年拆解            |
| 金布恩号 （俄语：Кинбурн (линейный крейсер)）   | 俄羅斯圣彼得堡海军部造船厂 | 12门356（14英寸）舰炮 | 237.5（9.4英寸） | 36,646長噸（37,234公噸） | 4具螺旋桨，2个高压脉冲反应汽轮机，2个低压反应汽轮机，26.5節（49.1每小時；30.5英里每小時） | 1912年12月19日 | 1915年10月30日 | ー       | 1923年8月21日出售拆解 |
| 纳瓦林号 （俄语：Наварин (линейный крейсер)）   | 俄羅斯圣彼得堡海军部造船厂 | 12门356（14英寸）舰炮 | 237.5（9.4英寸） | 36,646長噸（37,234公噸） | 4具螺旋桨，2个高压脉冲反应汽轮机，2个低压反应汽轮机，26.5節（49.1每小時；30.5英里每小時） | 1912年12月19日 | 1916年11月9日  | ー       | 1923年8月21日出售拆解 |

## 喀琅施塔得级

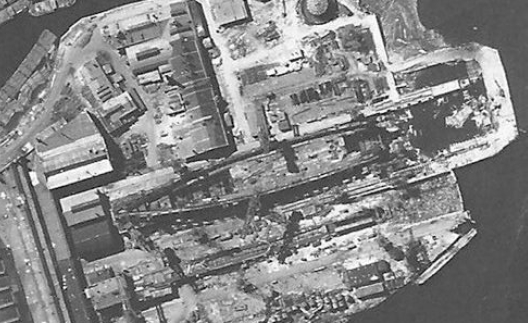
喀琅施塔得号

1930年代，苏联开始研制一种“大型巡洋舰”（俄语：большой крейсер）。这种舰只要求能够摧毁敌方10,000長噸（10,160公噸）级的巡洋舰，都是按照苏联没有签署的《华盛顿海军条约》的规定研制和建造。研发部门在1935年提出多个设计方案，但都被海军方面回绝。1937年苏联同意遵循《第二次伦敦海军条约》的条款，将此前的设计思路综合为小型战列舰（B型战列舰），用以服役于波罗的海和黑海舰队。新的设计方案同时要应对条约巡洋舰和德国的袖珍战列舰。然而，1937年8月开始的大清洗运动阻碍设计部门对方案的进一步完善。1938年初，由于被批评与外国同级别舰只相比性能太弱，该项目被迫取消。
然而，苏联海军仍然需要一款能够击败敌方巡洋舰的舰只，为此将最初的概念重新定义为69型巡洋舰。随着需求的修订，后期目标要求能与德国沙恩霍斯特级战列舰这样的大型舰只作战，拟议的舰体尺寸不断增加。1939年1月，初步设计最终获得批准，同年7月，69改型计划技术方案也得到批准。1939年11月，在详细设计尚未获得批准之前，两舰都已经开建。
69改型方案原本打算在新的三联装炮塔中使用一种新设计的305（12英寸）口径舰炮，但是当约瑟夫·斯大林在1940年2月询问德方是否可以根据《德蘇貿易協定》购买三联装280（11英寸）炮塔时，这两种炮塔的研发进度都远远落后于计划。当购买意向被拒绝后，苏方又询问是否有双联装381（15英寸）炮塔可用。当时德方供应商克虏伯手头上有六座未完成的炮塔，这几座炮塔最初是在战前下令改装沙恩霍斯特级战列舰时所下的订单，因二战开始而被取消。因此，当月晚些时候，在还没确认替代方案是否可行之前，双方就达成一项初步购买协议，购买12门炮和6座炮塔。同年4月，研发部门确认替代可能性成立，因此协定于1940年11月最后确定，交付日期定为1941年10月至1943年3月28日。
将两舰的主炮改为使用德国进口舰炮的方案最终命名为69-I号工程，然而此时苏方仍然缺乏炮塔和炮座的数据。详细的设计方案本来应该在1941年10月15日完成，但是当德国在1941年6月入侵苏联时，这个设计就变得毫无意义。两舰在停工时完成度都很低，而且都在战争中受到损坏，所以在1947年3月24日被下令拆解。在此之前，海军方面还曾考虑把喀琅施塔得号改造成一艘航空母舰或是捕鲸母船，但最终并未实施。
| 舰名                     | 建造者                  | 主炮                 | 装甲           | 排水量                   | 推进系统                                                                     | 服役           | 服役     | 服役     | 服役                    |
| 舰名                     | 建造者                  | 主炮                 | 装甲           | 排水量                   | 推进系统                                                                     | 龙骨敷设       | 下水日期 | 交付日期 | 结局                    |
| ------------------------ | ----------------------- | -------------------- | -------------- | ------------------------ | ---------------------------------------------------------------------------- | -------------- | -------- | -------- | ----------------------- |
| 喀琅施塔得号   | 列宁格勒第194号造船厂   | 6门381（15英寸）舰炮 | 230（9.1英寸） | 42,831公噸（42,155長噸） | 3具螺旋桨，减速齿轮传动的布朗-博韦里蒸汽轮机，32節（59每小時；37英里每小時） | 1939年11月30日 | ー       | ー       | 1947年3月24日被下令拆解 |
| 塞瓦斯托波尔号 | 尼古拉耶夫第200号造船厂 | 6门381（15英寸）舰炮 | 230（9.1英寸） | 42,831公噸（42,155長噸） | 3具螺旋桨，减速齿轮传动的布朗-博韦里蒸汽轮机，32節（59每小時；37英里每小時） | 1939年11月5日  | ー       | ー       | 1947年3月24日被下令拆解 |

## 斯大林格勒级
1943年，苏联海军重新发布一项建造足以摧毁敌方轻巡洋舰的大型巡洋舰需求，但是开发团队提交的设计案都不被接受。1944年重新发布这一需求，政治局于1945年核准这一概念。然而，海军与苏联造船工业部对于在1948年前开建新设计舰只的可行性意见不一，因此成立一个由拉夫连季·贝利亚担任主席的委员会进行调停工作。然而该委员会多数情况下站在支持造舰工程人民委员部的立场上。尽管如此，一个由7艘大型巡洋舰组成的建造项目在1945年11月还是被得到批准。初步设计方案直到1948年才完成，排水量上涨到40,000公噸（39,368長噸）。斯大林在设计过程中多次干预，下令舰只的排水量减少到36,500公噸（35,924長噸），速度增加到35節（65每小時；40英里每小時），并规定其主炮口径为305（12英寸），而不是海军首选的220（8.7英寸）。所有这些改变都使详细设计的批准推迟到1951年。
本级首舰于1951年11月开始建造，另外两舰随后于1952年建造。资料显示第四舰是从莫托洛夫斯克造船厂订购的，但在开建之前就被取消。斯大林本人的支持是这些舰只得以建造的主要动力，因此在1953年3月5日斯大林去世后，斯大林格勒级的建造计划很快就被取消。斯大林格勒号已完成的部分船体被改用于武器试验，而另外两舰则在船架滑道上原地拆解。斯大林格勒号的船体在1954年被修改以便用于试验后下水。1955年，她被从尼古拉耶夫拖往塞瓦斯托波尔，但在塞瓦斯托波尔湾入口处搁浅。最初军方试图用蛮力将其从岩石上拉下来，但各种尝试均失败了。而半年后新罗西斯克号战列舰的意外倾覆进一步推迟打捞作业，所以直到1956年6月中旬才得以完成。她是苏联第一代反舰导弹和各种穿甲武器的试验靶舰，直到1962年前后才被最终拆解。
| 舰名                    | 建造者                    | 主炮                 | 装甲           | 排水量                   | 推进系统                                                                                                   | 服役       | 服役          | 服役     | 服役                     |
| 舰名                    | 建造者                    | 主炮                 | 装甲           | 排水量                   | 推进系统                                                                                                   | 龙骨敷设   | 下水日期      | 交付日期 | 结局                     |
| ----------------------- | ------------------------- | -------------------- | -------------- | ------------------------ | --- | ---------- | ------------- | -------- | ------------------------ |
| 斯大林格勒号  | 尼古拉耶夫第444号造船厂   | 9门305（12英寸）舰炮 | 180（7.1英寸） | 42,300公噸（41,632長噸） | 4具螺旋桨，4台TV-4齿轮传动汽轮机，35.5節（65.7每小時；40.9英里每小時），280,600匹指示馬力（209,200千瓦特） | 1951年11月 | 1954年3月16日 | ー       | 舰壳被用作靶舰，之后拆解 |
| 莫斯科号      | 列宁格勒第189号造船厂     | 9门305（12英寸）舰炮 | 180（7.1英寸） | 42,300公噸（41,632長噸） | 4具螺旋桨，4台TV-4齿轮传动汽轮机，35.5節（65.7每小時；40.9英里每小時），280,600匹指示馬力（209,200千瓦特） | 1952年9月  | ー            | ー       | 1953年拆解               |
| ー                      | 莫托洛夫斯克第402号造船厂 | 9门305（12英寸）舰炮 | 180（7.1英寸） | 42,300公噸（41,632長噸） | 4具螺旋桨，4台TV-4齿轮传动汽轮机，35.5節（65.7每小時；40.9英里每小時），280,600匹指示馬力（209,200千瓦特） | 1952年10月 | ー            | ー       | 1953年拆解               |

## 基洛夫级
1960年代，苏联发起1144项目计划，这个计划旨在设计和建造一种大型核动力反潜舰。当时，苏联没有想到用反舰导弹武装水面舰只的需求，因为当时的理论认为潜艇是攻击敌方航运的主要平台。然而，1967年以色列埃拉特号驱逐舰被埃及导弹艇的反舰导弹击沉后，人们开始重新思考水面舰只的定位。而来自美国海军水面舰只的威胁——她们日益具备执行一系列不同任务的能力——导致苏联海军发展集防空、反舰和反潜能力于一体的水面舰只构想的形成。
第一艘舰体于1974年3月在列宁格勒的波罗的海造船厂以基洛夫号之名敷设龙骨。到1977年12月该舰下水时，她已经被重新归类为“重型核动力导弹巡洋舰”（俄语：тяжёлый атомный ракетный крейсер），其主要武器是20座SS-N-19“船难”反舰导弹发射器。入役北方舰队后，基洛夫号就成自二战结束以来，除了航空母舰和两栖攻击舰之外，全球最大的水面舰只。该舰装备反舰和反潜导弹，以及区域防御和定点防御地对空导弹、鱼雷和两门100（3.9英寸）口径单管高平两用炮，在没有大型航空母舰的情况下为当时的苏联提供一个可见的力量投射平台。在基洛夫号出现后，又有两艘——伏龙芝号和加里宁号分别相隔四年竣工入役。1984年伏龙芝号服役时，其武器装备的侧重点已经发生变化：100毫米高平两用炮换成一座130（5.1英寸）双联装炮塔，删除SS-N-14“矽石”反潜导弹系统，取而代之的是8座SA-N-9“长手套”地对空导弹发射器。事实上，本级的4艘舰只的武器装备都各不相同。
基洛夫级巡洋舰的满载重量约为28,000長噸（28,000公噸）。其大小与第一次世界大战时期的超無畏艦相当，远远大于任何当代巡洋舰，因此西方评论家将其称为“战列巡洋舰”。她们的出现是1980年代初美国海军重新启用4艘艾奥瓦级战列舰的主要原因。四号舰尤里·安德罗波夫号于1989年4月下水，而计划中的五号舰，舰名为库兹涅佐夫号。然而，随着苏联解体，为海军提供的资金也随之断链。四号舰被重新命名为彼得大帝号，直到1998年才开始服役。五号舰的建造工程被取消，剩下3艘也有不同程度的失修。首舰基洛夫号（后来重新命名为乌沙科夫海军上将号）预计将最终拆解，因为她已经排除了燃料，而状况较好的加里宁号（后来重新命名为纳希莫夫海军上将号）计划进行大修，以便在2021年前恢复现役。一旦纳希莫夫海军上将号重新回到舰队服役，彼得大帝号也将计划进行类似的现代化改造。更名为拉扎列夫海军上将号的伏龙芝号结局则不那么明朗。因为俄罗斯海军原本计划一旦纳希莫夫海军上将号的改造工作完成，就对拉扎列夫海军上将号进行全面检查，以确定其总体状况。然而在2019年4月，俄罗斯海军最终宣布乌沙科夫海军上将号和拉扎列夫海军上将号将除籍并拆解。
| 舰名                         | 舰名                          | 建造者                | 主要武器                      | 主要武器                            | 排水量                   | 推进系统                                                                                  | 服役          | 服役           | 服役           | 服役                  |
| 苏联海军舰名                 | 俄罗斯海军舰名                | 建造者                | 反舰导弹                      | 舰炮                                | 排水量                   | 推进系统                                                                                  | 龙骨敷设      | 下水日期       | 交付日期       | 结局                  |
| ---------------------------- | ----------------------------- | --------------------- | ----------------------------- | ----------------------------------- | ------------------------ | ----------------------------------------------------------------------------------------- | ------------- | -------------- | -------------- | --------------------- |
| 基洛夫号           | 乌沙科夫海军上将号  | 列宁格勒第189号造船厂 | 20座SS-N-19“船难”导弹发射系统 | 2门AK-100型100（3.9英寸）舰炮       | 28,000公噸（27,558長噸） | 2轴核蒸混合动力，2座KN-3型核反应堆和2台GT3A-688蒸汽涡轮机，32節（59每小時；37英里每小時） | 1974年3月27日 | 1977年12月26日 | 1980年12月30日 | 搁置                  |
| 伏龙芝号           | 拉扎列夫海军上将号  | 列宁格勒第189号造船厂 | 20座SS-N-19“船难”导弹发射系统 | 1门双联装AK-130型130（5.1英寸）舰炮 | 28,000公噸（27,558長噸） | 2轴核蒸混合动力，2座KN-3型核反应堆和2台GT3A-688蒸汽涡轮机，32節（59每小時；37英里每小時） | 1978年7月27日 | 1981年5月26日  | 1984年10月31日 | 2021年2月出售报废     |
| 加里宁号           | 纳希莫夫海军上将号  | 列宁格勒第189号造船厂 | 20座SS-N-19“船难”导弹发射系统 | 1门双联装AK-130型130（5.1英寸）舰炮 | 28,000公噸（27,558長噸） | 2轴核蒸混合动力，2座KN-3型核反应堆和2台GT3A-688蒸汽涡轮机，32節（59每小時；37英里每小時） | 1983年5月17日 | 1986年4月25日  | 1988年12月30日 | 2006年起整修中        |
| 尤里·安德罗波夫号  | 彼得大帝号          | 列宁格勒第189号造船厂 | 20座SS-N-19“船难”导弹发射系统 | 1门双联装AK-130型130（5.1英寸）舰炮 | 28,000公噸（27,558長噸） | 2轴核蒸混合动力，2座KN-3型核反应堆和2台GT3A-688蒸汽涡轮机，32節（59每小時；37英里每小時） | 1986年3月11日 | 1989年4月29日  | 1998年4月9日   | 现役                  |
| 库兹涅佐夫号       | 不適用                        | 列宁格勒第189号造船厂 | 20座SS-N-19“船难”导弹发射系统 | 1门双联装AK-130型130（5.1英寸）舰炮 | 28,000公噸（27,558長噸） | 2轴核蒸混合动力，2座KN-3型核反应堆和2台GT3A-688蒸汽涡轮机，32節（59每小時；37英里每小時） | 1989年年中    | 不適用         | 不適用         | 1990年10月4日取消建造 |

## 脚注

### 引文
1. ↑  Gröner，第ix頁
2. ↑  McLaughlin 2003，第244頁
3. ↑  Roberts 1997，第18頁
4. ↑  世界近代战列舰史，第94頁
5. ↑  Burt 1986，第251頁
6. 1 2 3 4 5 6  现代舰船 2008.05A，第43頁
7. 1 2  世界近代战列舰史，第184頁
8. ↑  McLaughlin 2004，第99–117頁
9. ↑  McLaughlin 2006，第102–23頁
10. ↑  Anthony 2015，Chapter Three Grisha to Udaloy Class Warships
11. 1 2 3 4  舰载武器 2006.06，第58頁
12. ↑  McLaughlin 2003，第247–249頁
13. ↑  McLaughlin 2003，第332頁
14. 1 2 3 4  McLaughlin 2003，第332–335頁
15. ↑  McLaughlin 2003，第332–337頁
16. 1 2 3 4 5 6  Taras，第39頁
17. ↑  McLaughlin 2003，第332–335頁
18. 1 2  Breyer 1992，第114頁
19. ↑  Watts，第66頁
20. 1 2 3  McLaughlin 2003，第243–244頁
21. ↑  舰载武器 2006.06，第56頁
22. ↑  McLaughlin 2003，第252頁
23. 1 2 3  舰载武器 2006.06，第57頁
24. 1 2 3 4 5 6 7 8  McLaughlin 2003，第248–249頁
25. 1 2  兵器知识 2016.07，第74頁
26. 1 2 3 4 5 6 7 8 9 10 11  兵器知识 2016.07，第75頁
27. ↑  McLaughlin 2004，第100–105頁
28. 1 2 3 4  现代舰船 2008.09A，第41頁
29. ↑  McLaughlin 2004，第107, 109, 112頁
30. ↑  McLaughlin 2004，第109, 111頁
31. 1 2 3  兵器知识 2016.07，第76頁
32. 1 2  McLaughlin 2004，第111頁
33. 1 2 3 4 5  McLaughlin 2004，第112, 114頁
34. 1 2 3 4 5  刘怡，第420頁
35. 1 2  McLaughlin 2004，第109頁
36. ↑  兵器知识 2016.07，第77頁
37. ↑  McLaughlin 2004，第107, 112頁
38. 1 2  兵器知识 2016.07，第78頁
39. ↑  McLaughlin 2006，第103–104頁
40. 1 2 3 4 5  McLaughlin 2006，第104頁
41. ↑  McLaughlin 2006，第103–110頁
42. ↑  Garzke & Dulin，第337頁
43. 1 2 3 4 5 6  现代舰船 2008.11A，第38頁
44. 1 2 3 4 5 6  刘怡，第422頁
45. 1 2 3 4 5 6  McLaughlin 2006，第116頁
46. ↑  McLaughlin 2006，第117頁
47. 1 2 3 4  McLaughlin 2006，第118頁
48. 1 2  McLaughlin 2006，第119頁
49. ↑  世界近代战列舰史，第62頁
50. ↑  McLaughlin 2006，第116, 119–120頁
51. 1 2  McLaughlin 2006，第110–111頁
52. ↑  McLaughlin 2006，第114頁
53. ↑  McLaughlin 2006，第115頁
54. ↑  McLaughlin 2006，第119–120頁
55. ↑  . globalsecurity.org. 2011-09-07  [2016-10-20]. （原始内容存档于2021-02-06）.
56. 1 2 3 4 5 6 7 8  Jackson，第409–411頁
57. 1 2 3 4  Farley, Robert. . Signs of the Times. 2016-07-20  [2016-10-20]. （原始内容存档于2017-10-06） （英语）.
58. 1 2  Bonner & Bonner，第86頁
59. 1 2 3 4 5  世界近代巡洋舰史，第214頁
60. 1 2 3 4   (PDF) (报告). Department of the Navy: 147. 1991-07  [2016-12-13]. （原始内容存档 (PDF)于2017-02-25）.
61. 1 2 3  当代海军 1999.05，第37頁
62. ↑  舰载武器 2003.03，第50頁
63. ↑  . Jane's. 2000-09-08  [13 December 2016]. （原始内容存档于2009-04-15）.
64. ↑  Gardiner, Chumbley & Budzbon 1995，第328頁
65. ↑  Rogoway, Tyler. . Foxtrot Alpha. 5 May 2014  [20 October 2016]. （原始内容存档于2016-10-29）.
66. ↑  Miller and Miller，第114頁
67. ↑  二战后世界巡洋舰全览，第195-198頁
68. ↑  . globalsecurity.org. 2016-09-08  [20 October 2016]. （原始内容存档于2021-02-12）.
69. 1 2  Miller，第192頁
70. 1 2  . Navy Recognition. 2018-02-05  [2018-07-06]. （原始内容存档于2018-02-05）.
71. ↑  Pettersen, Trude. . Barents Observer. 2012-09-27  [20 October 2016]. （原始内容存档于2018-03-26）.
72. ↑  . Ministry of Defence of the Russian Federation. 2017-09-27  [2017-10-12]. （原始内容存档于2017-09-29） （俄语）.
73. ↑  Ramm, Alexey. . izvestia.ru. 2019-04-18  [2019-10-24]. （原始内容存档于2020-12-22） （俄语）.
74. ↑  . StrategyPage. 2019-05-20  [2019-10-24]. （原始内容存档于2019-10-24）.
75. 1 2  舰载武器 2003.03，第48頁
76. ↑  . Navyrecognition.com. 19 February 2016  [2022-02-11]. （原始内容存档于2016-03-14） （英语）.
77. 1 2 3  现代舰船 2008.12A，第26頁
78. 1 2  现代舰船 2010.01A，第43頁
79. 1 2 3 4 5 6 7 8 9 10 11 12  . globalsecurity.org. 2016-01-30  [2016-10-24]. （原始内容存档于2014-02-22） （英语）.
80. 1 2 3 4 5 6 7 8 9 10 11 12 13  现代舰船 2010.01A，第42頁
81. ↑   [Nuclear cruiser "Admiral Lazarev" sent for recycling]. Interfax. 18 February 2021  [20 August 2021]. （原始内容存档于2021-02-18） （俄语）.
82. ↑  White, Ryan. . Naval Post. 6 May 2021  [27 August 2021]. （原始内容存档于2022-02-11）.
83. 1 2  现代舰船 2008.12A，第25頁
84. ↑   (PDF) (报告): 8. 1990-09-15  [2016-12-13]. （原始内容存档 (PDF)于2016-12-20）.